# Голденков, Дмитрий Евгеньевич
Дмитрий Евгеньевич Голденков (род. 25 февраля 1991, Прокопьевск, Кемеровская область) — российский хоккеист, нападающий.

## Биография
Сын хоккеиста Евгения Голденкова. Начинал заниматься хоккеем в Прокопьевске, до 2005 года был в ЦСКА, выпускник СДЮШОР «Динамо» Москва. Начинал играть в «Динамо-2» и МХК «Динамо» (2007/08 — 2009/10). В июле 2010 года клуб разорвал контракт с Голденковым, и сезон 2010/11 он начал в системе
хабаровского «Амура». 25 сентября дебютировал в КХЛ, проведя до конца года 18 матчей. Ещё 8 игр провёл за команду МХЛ «Амурские тигры». 20 января 2011 года вернулся в «Динамо». Выступал в ВХЛ за «Динамо» Тверь и «Динамо» Балашиха. В сентябре 2012 года провёл 8 матчей в КХЛ. Вторую половину сезона отыграл в ХК МВД (Балашиха) из МХЛ.
Играл в командах ВХЛ «Торос» (2013) и «Саров» (2013/14 — 2015/16). В сезоне 2016/17 выступал за «Челны» из ВХЛ-Б и за «Донбасс», в составе которого стал чемпионом Украины.
Тренер в школе «Динамо».